# Janina Hartwig

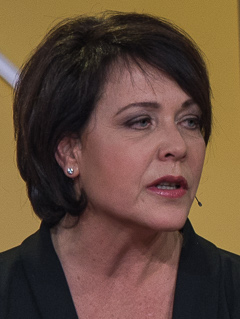
Janina Hartwig, 2017

Janina Hartwig (* 8. Juni 1961 in Ost-Berlin) ist eine deutsche Schauspielerin. Einem breiten Fernsehpublikum wurde sie als Ordensschwester ‚Hanna Jakobi‘ in der Fernsehserie Um Himmels Willen bekannt.

## Leben

### Frühe Jahre und Theater
Janina Hartwig entdeckte ihre Leidenschaft für das Schauspiel bereits in Kindertagen, begann aber zunächst eine Ausbildung zur Wirtschaftskauffrau, um so die nötige Voraussetzung (Beruf oder Abitur) zur Aufnahme an der Staatlichen Hochschule für Schauspielkunst in Berlin-Schöneweide zu erhalten. Während ihrer Lehre absolvierte sie eine Eignungsprüfung für die Hochschule, die sie bestand und so als 17-Jährige für das Studium zugelassen wurde, sodass sie ihre Ausbildung zugunsten einer angestrebten künstlerischen Laufbahn abbrach. 1978 begann sie ihr dreijähriges Schauspielstudium, nahm gleichzeitig Gesangs- und Tanzunterricht und konnte bereits 1981 ein erstes Engagement am Staatsschauspiel Dresden erlangen, wo sie für zehn Jahre Ensemblemitglied wurde. Danach stand sie unter anderem bei den Luisenburg-Festspielen in Wunsiedel mehrmals auf der Bühne. Von 2019 bis 2020 spielte sie für die Komödie im Bayerischen Hof in dem Bühnenstück Vier Sternstunden die Rolle der Mariella Brehm.

### Film und Fernsehen
1978 gab Hartwig unter der Regie von Celino Bleiweiß in dem Fernsehfilm Jugendweihe in der Rolle der Anke Tilgner ihr Filmdebüt. 1980 übernahm sie an der Seite von Jan Spitzer unter der Regie von Wolfgang Hübner in dem DEFA-Märchenfilm Gevatter Tod die Hauptrolle der Bürgermeistertochter Barbara. Weitere Film- und Fernsehtätigkeiten in klassischen Streifen, wie auch in Filmbiografien der DEFA und des Fernsehens der DDR folgten. 1986 hatte sie in Walter Becks Der Bärenhäuter als jüngste Tochter des Goldschmieds erneut eine Hauptrolle in einem Märchenfilm und zugleich ihre erste Rolle auf der Kinoleinwand. Mehrfach gastierte sie im Polizeiruf 110 in den Folgen des Fernsehens der DDR.

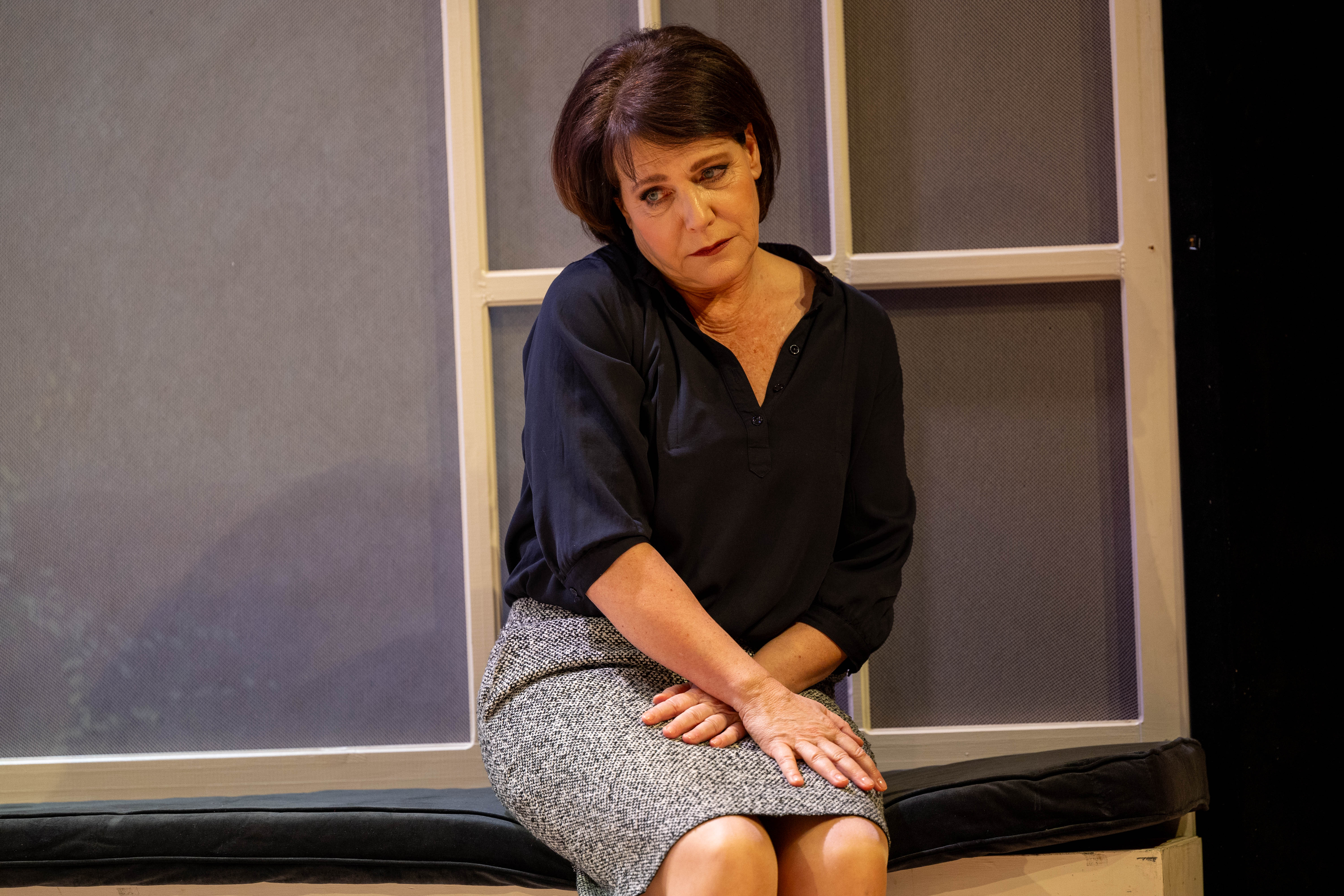
Janina Hartwig (2024) Komödie am Kurfürstendamm

Nach der politischen Wende konnte Hartwig ihre Schauspielkarriere nahtlos fortsetzen und wirkte insbesondere in Fernsehserien und -reihen mit. Zwischen 1995 und 1999 war sie in der BR-Fernsehserie Aus heiterem Himmel als Anwältin Julia Janowski zu sehen. Von 1998 bis Ende 2001 spielte sie in der Familienserie Bei aller Liebe in 52 Episoden an der Seite von Walter Plathe dessen Ehefrau, die Ärztin Sarah Borkmann. Von 2006 bis 2021 übernahm sie die Hauptrolle der Ordensschwester Johanna „Hanna“ Jakobi in der Fernsehserie Um Himmels Willen und trat damit die Nachfolge von Jutta Speidel an. 2010 bekam sie für ihre dortige schauspielerische Leistung zusammen mit ihrem Serienpartner Fritz Wepper die Goldene Henne in der Kategorie Schauspiel und den Bambi in der Kategorie „Publikumspreis“. 2016 hatte Hartwig eine Gastrolle im ZDF-Traumschiff in der Folge Cook Islands. Im Januar 2022 war sie als Filmmutter von Meriel Hinsching in dem Melodram Vier Luftballons und ein Todesfall in der ZDF-Herzkinoreihe Rosamunde Pilcher zu sehen.

### Privates
Janina Hartwig war in der ersten Hälfte der 1990er Jahre mit dem Schauspieler Miroslav Nemec liiert. Von 2000 bis 2011 war sie mit dem Cellisten und Konzertmeister Michael Hell verheiratet. Bis 2016 führte sie eine Beziehung mit dem Gastronomen Reiner Fischer. Sie hat zwei Kinder, die 1989 geborene Maskenbildnerin Amelie Hartwig und einen Sohn David (* 2004) aus der Ehe mit Michael Hell. Seit Sommer 2023 ist sie mit dem Landshuter Oberbürgermeister Alexander Putz liiert – die Stadt Landshut war der Ort, an dem für die 2021 beendete Fernsehserie Um Himmels Willen die Außenaufnahmen für den fiktiven Serienort Kaltental gedreht worden waren- 2025 wurde ihr der Bayerische Verdienstorden verliehen. Sie ist geschieden und lebt in München.

## Filmografie

### Spielfilme
- 1978: Jugendweihe
- 1978: Disko mit Einlage
- 1980: Der Direktor
- 1980: Gevatter Tod
- 1986: Der Bärenhäuter (Kino)
- 1986: Die Weihnachtsklempner
- 1987: Zwei leere Stühle
- 1987: Die letzte Begegnung
- 1987: Liebe anderswo
- 1987: Die erste Reihe
- 1988: Froschkönig (Kino; Stimme des Wassers)
- 1997: Corinna Pabst – Fünf Kinder brauchen eine Mutter
- 2002: Entscheidung auf Mauritius
- 2005: Liebe hat Vorfahrt
- 2006: Stunde der Entscheidung
- 2009: Ein Strauß voll Glück
- 2024: Am Abgrund

### Fernsehserien und -reihen
- 1978: Polizeiruf 110: Die letzte Chance
- 1979: Polizeiruf 110: Walzerbahn
- 1982: Benno macht Geschichten
- 1985: Neues übern Gartenzaun (4 Folgen)
- 1986: Der Staatsanwalt hat das Wort: Die Kette
- 1986: Ernst Thälmann
- 1987: Polizeiruf 110: Unheil aus der Flasche
- 1989: Die gläserne Fackel (Mehrteiler, 2 Filme)
- 1990: Albert Einstein (Mehrteiler)
- 1990: Polizeiruf 110: Tödliche Träume
- 1991: Polizeiruf 110: Todesfall im Park
- 1991: Polizeiruf 110: Mit dem Anruf kommt der Tod
- 1993: Tatort: Ein Sommernachtstraum
- 1993: Ein Fall für zwei (Folge Rache)
- 1993: Glückliche Reise – Mallorca
- 1993: Zwei Münchner in Hamburg (Folge Was für eine Premiere!)
- 1993: Mit Leib und Seele (12 Folgen)
- 1994: Diese Drombuschs (4 Folgen)
- 1994: Der König (Folge Herz aus Gold)
- 1994–1997: Ein Bayer auf Rügen (10 Folgen)
- 1995–1999: Aus heiterem Himmel (41 Folgen)
- 1995: Ein unvergeßliches Wochenende (Folge In Lissabon)
- 1996: Wildbach (Folge Wintergäste)
- 1996: Tatort: Aida
- 1996–1997: Für alle Fälle Stefanie (6 Folgen)
- 1997: Frauenarzt Dr. Markus Merthin (2 Folgen)
- 1997–2005: Der Bergdoktor (31 Folgen)
- 1998: Vater wider Willen (12 Folgen)
- 2000–2003: Bei aller Liebe (50 Folgen)
- 2001: Der Landarzt (Folge Mann auf Rezept)
- 2002: Forsthaus Falkenau (Folge Liebe verkehrt)
- 2002, 2004: In aller Freundschaft (verschiedene Rollen, zwei Folgen; 2002: Folge 132 Alinas Flucht, als Gabi Wetzel)
- 2003: Edel & Starck (Folge Alleinsein ist schön)
- 2003: Dr. Sommerfeld – Neues vom Bülowbogen (Folge Geheimnisvolles Wiedersehen)
- 2005: Tatort: Tiefer Fall
- 2005: Hallo Robbie! (Folge Stimme des Herzens)
- 2006: Der Alte (Folge Tödliches Schweigen)
- 2006: Familie Dr. Kleist (Folge Das harte Herz)
- 2006: Pfarrer Braun: Kein Sterbenswörtchen
- 2006–2021: Um Himmels Willen (199 Folgen)
- 2008: Um Himmels Willen – Weihnachten in Kaltenthal
- 2010: Um Himmels Willen – Weihnachten unter Palmen
- 2011: Utta Danella: Wachgeküsst
- 2012: Willkommen in Kölleda
- 2012: Um Himmels Willen – Mission unmöglich
- 2014: Um Himmels Willen – Das Wunder von Fatima
- 2016, 2022: Das Traumschiff: Cook Islands, Mauritius
- 2017: Der Bergdoktor (Folge Das gestohlene Glück)
- 2022: Rosamunde Pilcher: Vier Luftballons und ein Todesfall